# 아키타 노부스에
아키타 노부스에(일본어: 秋田延季, 1718년 ~ 1773년 8월 23일)는 일본 에도 시대의 다이묘로, 미하루번의 5대 번주이다. 하루스에(治季)라고도 불린다. 관위는 종5위하, 가와치노카미이다.
선대 번주인 아키타 요리스에의 장남으로 태어났다. 1743년, 아버지가 사망하면서 번주직을 계승하였고, 1750년에 동생 사다스에를 양자로 맞이하여, 1751년에 가문을 잇게 하고 은거하였다. 1773년에 사망하였다.
| 전임 아키타 요리스에 | 제5대 미하루번 번주 (아키타 가문) 1743년 ~ 1751년 | 후임 아키타 사다스에 |